# 真夜中まで
『真夜中まで』（まよなかまで）は、1999年に製作され2001年に公開された日本映画。和田誠監督の作品で、第12回（1999年）東京国際映画祭のコンペティション部門正式出品作品。

## ストーリー
ジャズトランペッターの日常的な演奏の日。演奏合間の休憩中事件に巻き込まれる。金銭トラブルが原因の刺殺事件の一部始終を目撃してしまったクラブのホステスを助けたことで逃走劇に巻き込まれてしまう。

## キャスト
- 守山紘二（ジャズトランペッター）：真田広之
- リンダ（追われるホステス）：ミッシェル・リー
- 南部：岸部一徳
- 大場：國村隼
- 佐久間：春田純一
- 戸塚：柄本明
- 蒲谷：高野拳磁
- 田崎:笹野高史
- 故買屋の女主人：もたいまさこ
- ラストシーンのカップル：大竹しのぶ、高橋克実
- オーナー：斎藤晴彦
- 取引相手の男：下谷二助、仙波知司
- バーテン：大森博史
- 花屋の売り子：佐藤仁美
- 車のカップル：唐沢寿明、戸田菜穂
- コック：武田滋裕
- バーテンダー：武智健二
- 花屋の客：栗本幸子
- 通行人：宗像美保
- 板前：白井雅士
- ウェイター：甲斐健一
- ホステス：植木千恵
- クラブの客：布田通夫
- ファンの女性：柴田理恵、広中麻紀、竹内晶子
- テレビを観ている男：三谷幸喜
- ホームレスの男：名古屋章
- 奇術師：小松政夫
- トラックの運転手：六平直政
- モンタージュの係官：佐藤太月
- 警官：田中要次、二橋進、有福正志
- 声の出演：安江真由美、宇野佑
- 守山紘二クインテット（演奏&出演）：佐山雅弘、道下和彦、小井政都志、井上功一、五十嵐一生

## スタッフ
- 監督：和田誠
- 脚本：長谷川隆、和田誠
- 音楽プロデューサー：立川直樹
- 音楽・演奏・演技指導：五十嵐一生（トランペット）
- 撮影：篠田昇
- 照明：熊谷秀夫
- 録音：橋本文雄、宮本久幸
- 編集：奥原茂
- 美術：福澤勝広
- スクリプター：松澤一美
- 助監督：猪腰弘之、川口浩史、林弘樹、伊藤良一
- 音響効果：東洋音響カモメ（伊藤進一、小島彩）
- アクションコーディネーター：西本良治郎、諸鍛冶裕太
- スタント&アクション：ジャパンアクションクラブ（関誉枝恵、岡元次郎、坂本隆）
- マジック指導：東京イリュージョン
- 歌唱指導：斉田佳子
- ガンエフェクト：BIGSHOT
- カースタント：アクティブ21
- VFX：オムニバスジャパン（石井教雄）
- 操演：羽島博幸
- タイトル：マリンポスト（足立亨）
- 現像：IMAGICA
- スタジオ：日活撮影所
- 協賛：日本コカ・コーラ
- プロデュース：飯泉宏之、滝田和人
- 製作協力：東北新社クリエイツ
- 製作：東北新社、電通、日本出版販売、IMAGICA